# Halfdan Egedius

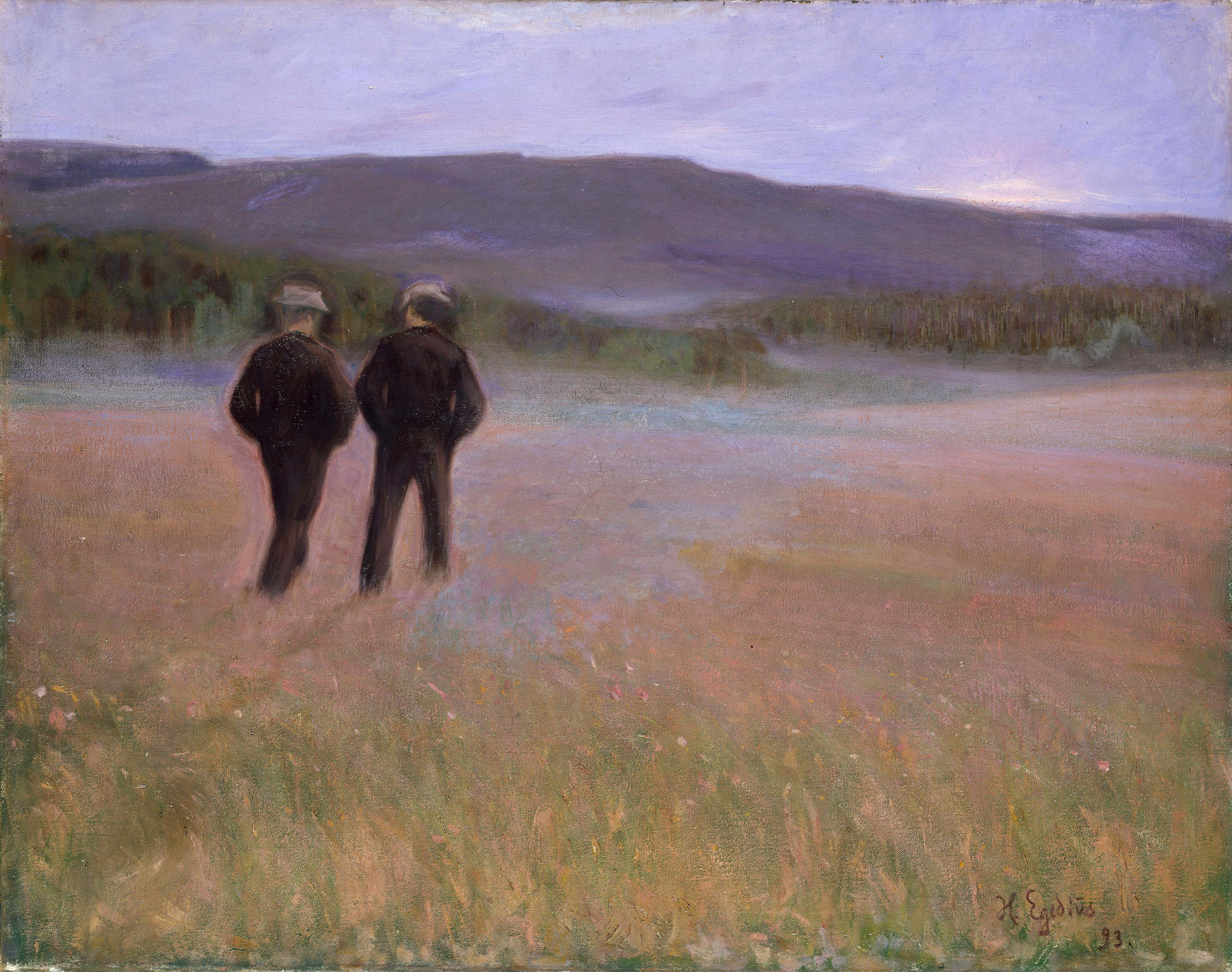
Lørdagskveld, 1893

Halfdan Egedius, auch Halfdan Johnsen Egedius, (* 5. Mai 1877 in Drammen, Buskerud; † 2. Februar 1899) war ein norwegischer Maler und Illustrator.

## Leben
Egedius wuchs in Christiania auf. Im Alter von fünf Jahren begann er sich für Malerei und Illustrationen zu interessieren. Ab seinem 9. Lebensjahr besuchte er von 1886 bis 1891 die Kunstschule von Knud Bergslien. Anschließend besuchte er die Kunstschule in Christiania und ab 1894 die Harriet-Backer-Kunstschule. Im Frühjahr 1896 war er Student bei Kristian Zahrtmann in Kopenhagen. Ab dem 15. Lebensjahr malte er die Landschaft der Telemark.
Er war als Maler bis zu seinem frühen Tod mit 21 Jahren aktiv. Am bekanntesten ist er für seine Illustrationen der Kongesagaer, einer Übersetzung der Heimskringla. Hier war er Mitglied der Illustratorengruppe, die von Erik Werenskiold geleitet wurde und in der auch Gerhard Munthe und Christian Krohg waren. Aufgrund seiner Erkrankung konnte er die Arbeit dort nicht beenden und wurde durch seinen Freund Wilhelm Wetlesen ersetzt.
Im Sommer 1898 erkrankte er in der Telemark. Zu Weihnachten kam er in Christiania ins Krankenhaus, wo er im Februar 1899 starb. Todesursache war Aktinomykose, eine bakterielle Infektion, die die inneren Organe angriff. Er wurde auf dem Kirchhof von Vestre Aker begraben. Fünfzig Jahre nach seinem Tod ließ die Kommunalverwaltung einen Gedenkstein errichten.

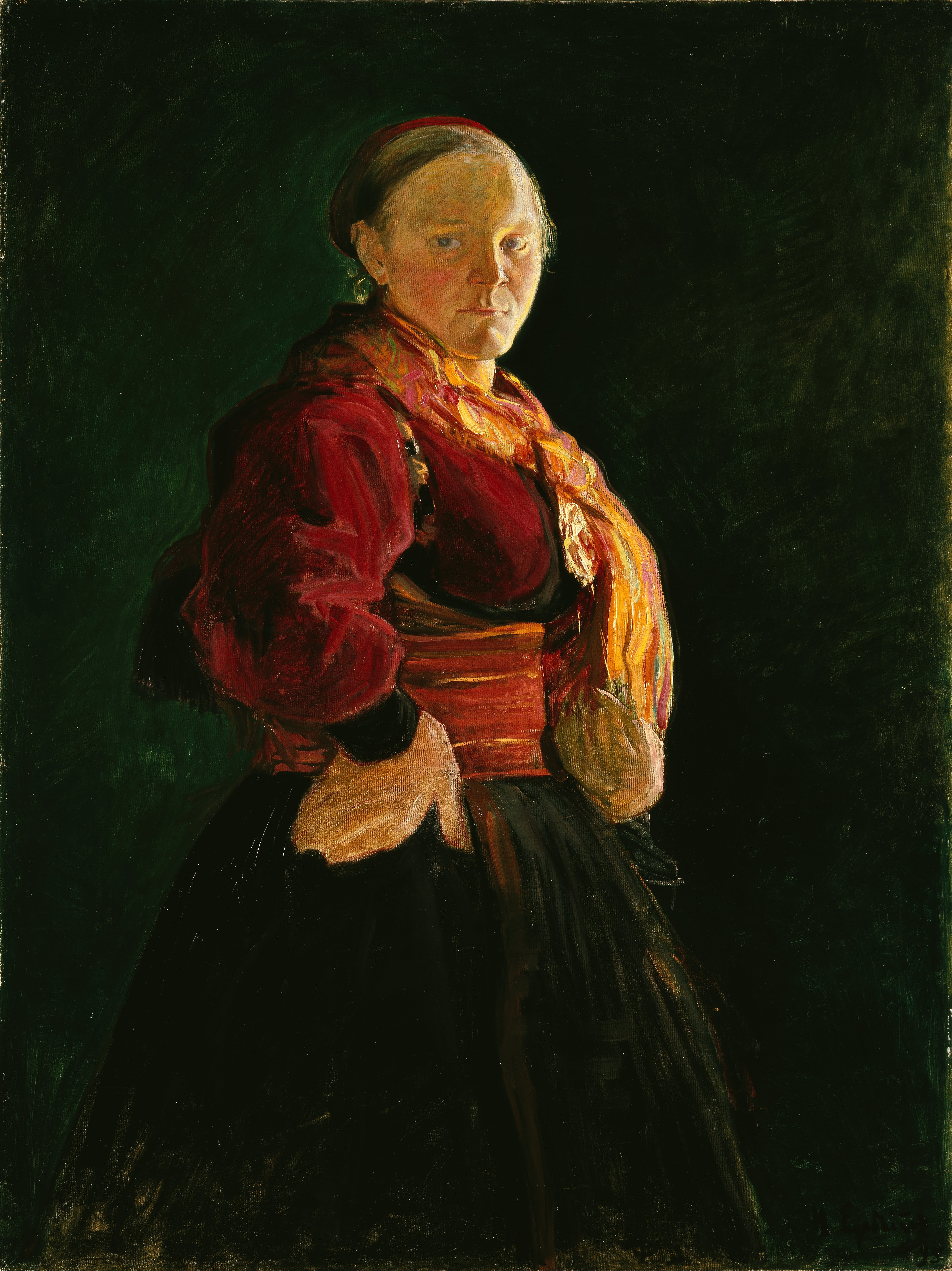
Mari Clasen, 1895

Sein Gemälde Mari Clasen fand Berücksichtigung bei den 1000 Meisterwerken.

## Werke (Auswahl)

### Gemälde
- Lørdagskveld, Telemark, (1893), (Nationalgalerie Oslo)
- Sjava, (1893), (Nationalmuseum Stockholm)
- Mari Clasen, (1895), (Nationalgalerie Oslo)
- Spill og Dans, (1896), (Nationalgalerie Oslo)

### Illustrationen
- Fridtjof Nansen, Fram over Polhavet (1896), (deutsch: In Nacht und Eis, 1897), 25 Zeichnungen
- Kongesagaer, Ausgabe von 1899, Übersetzung der Heimskringla, 37 Zeichnungen